# Прапор Ромодана
Пра́пор Ромодана — селищна хоругва Ромодана, затверджена 8 лютого 2012 р. рішенням сесії селищної ради.

## Опис
Прямокутне полотнище з співвідношенням сторін 2:3 розділене висхідною діагоналлю на верхню блакитну і нижню жовту частини. На блакитний смузі біля древка жовтий розширений хрест з жовтим сяйвом. У центрі жовтої смуги чорний паровоз.